# Früher Schilfjäger
Der Frühe Schilfjäger (Brachytron pratense) ist eine Libellenart aus der Familie der Edellibellen (Aeshnidae), welche der Unterordnung der Großlibellen (Anisoptera) angehören. Es handelt sich dabei um eine mittelgroße Libellenart mit einer Flügelspannweite von maximal acht Zentimetern. In älterer Literatur trägt diese Art häufig noch den deutschen Namen Kleine Mosaikjungfer.

## Merkmale

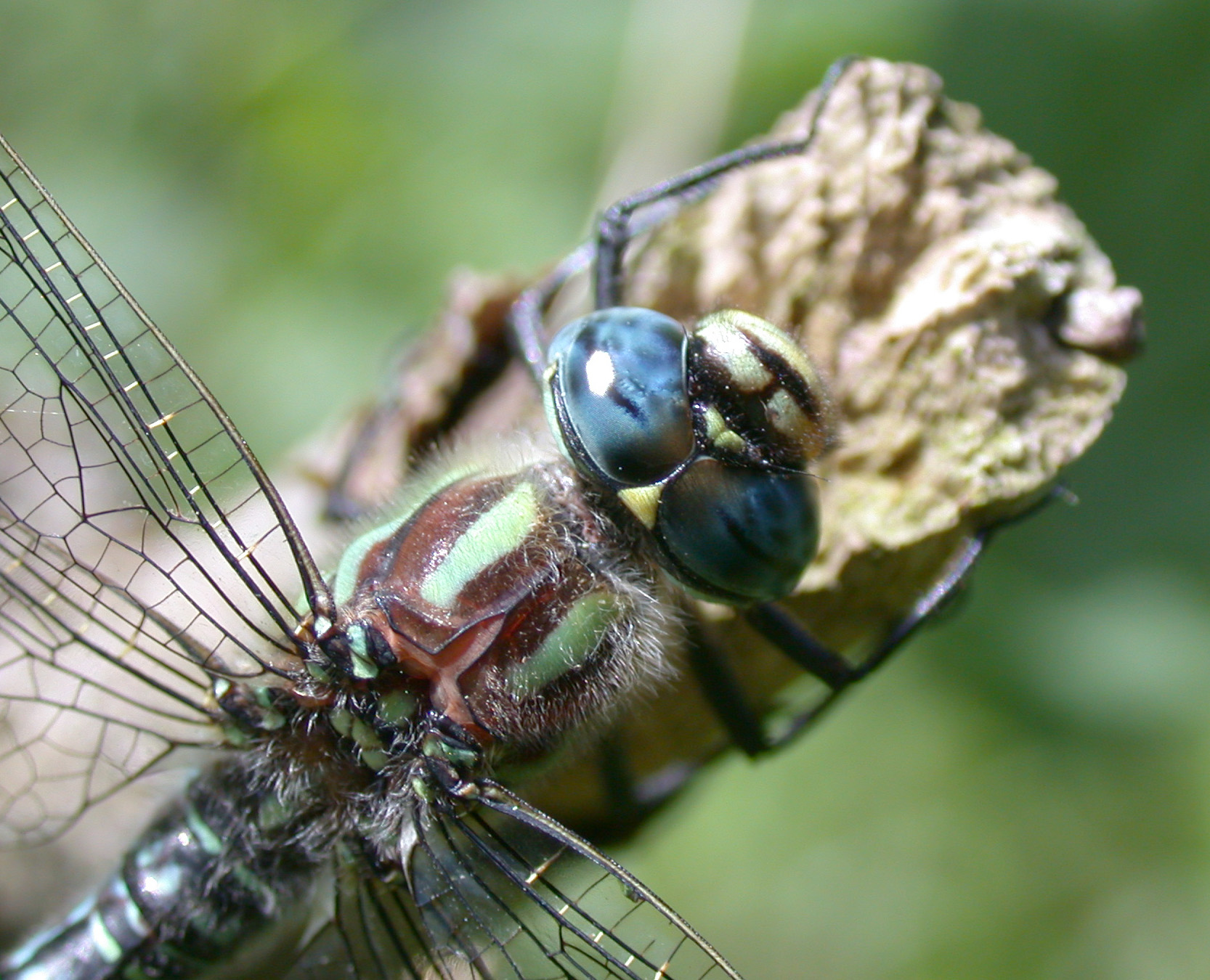
Kopfpartie und Vorderkörper

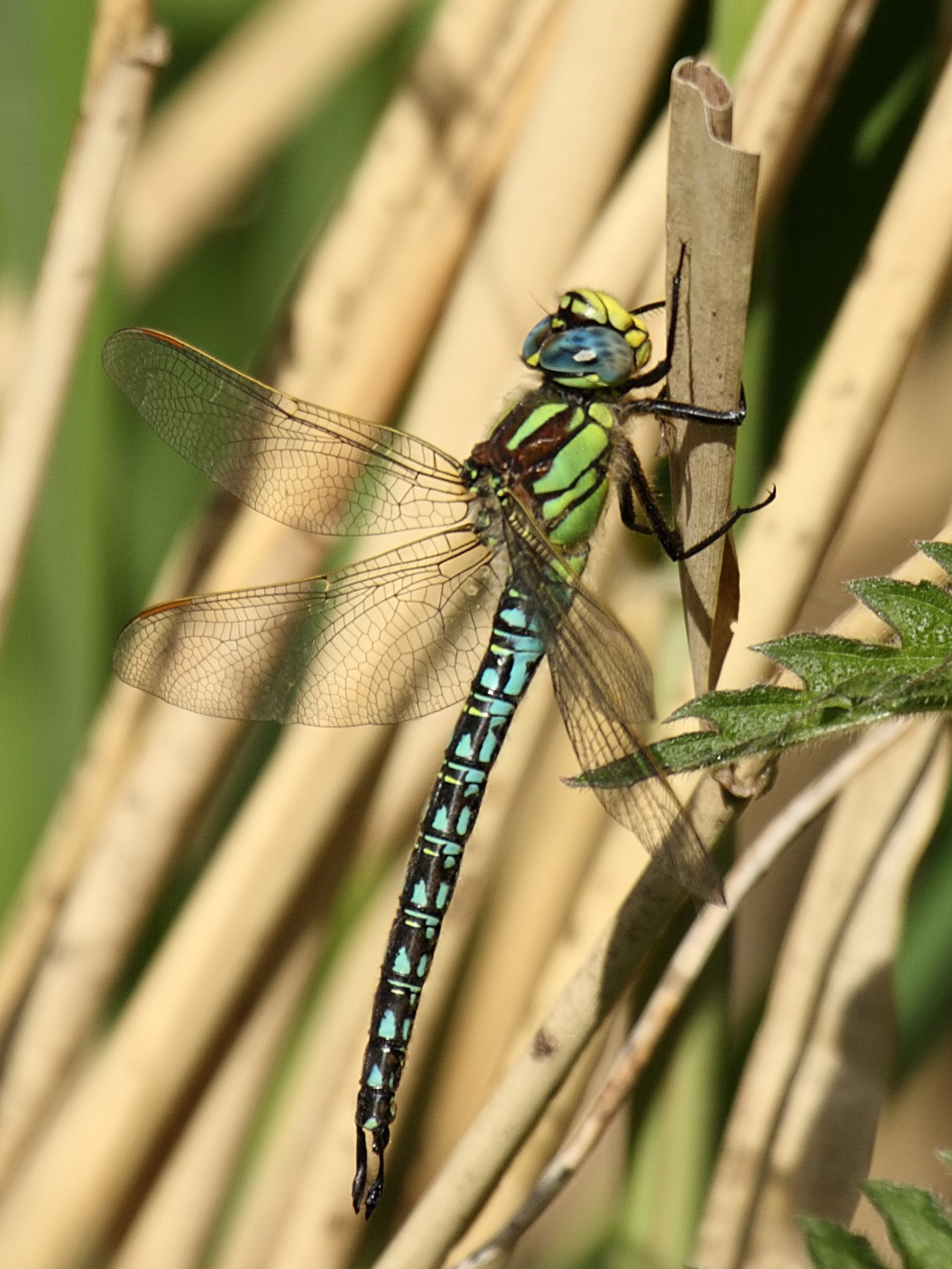
Männchen in Seitenansicht

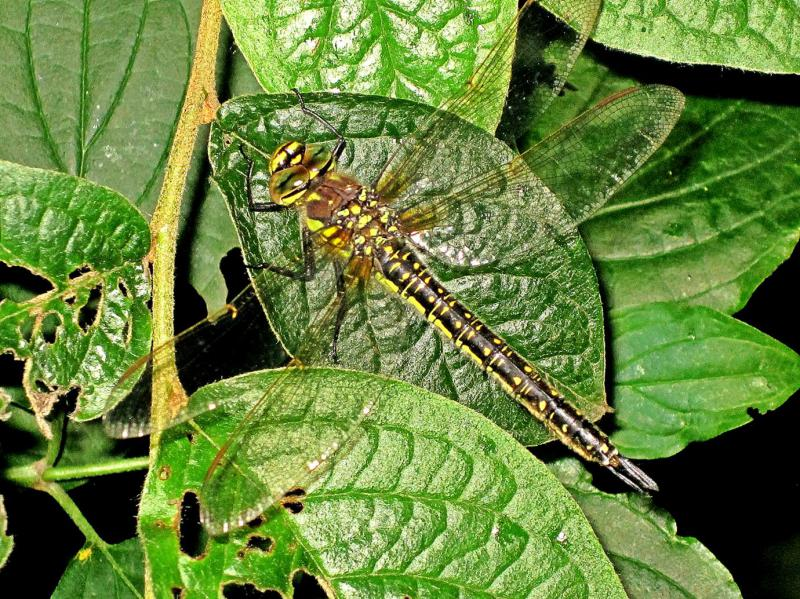
Weibchen

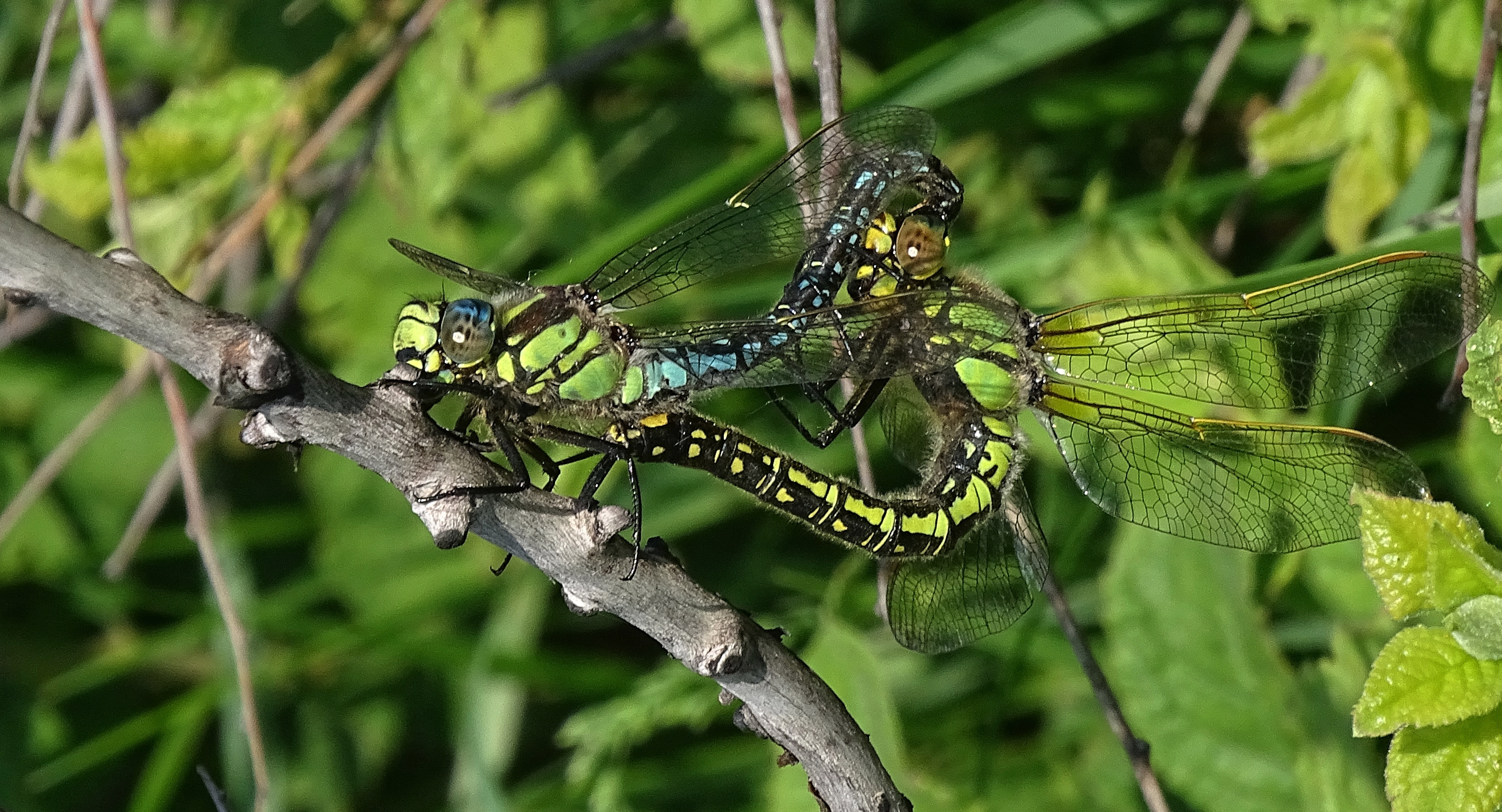
Paarungsrad (links das Männchen)

Der Frühe Schilfjäger erreicht Flügelspannweiten von sieben bis acht Zentimetern und eine Gesamtlänge von knapp sechs Zentimetern. Der Brustabschnitt (Thorax) der robust gebauten Tiere ist grünlich-gelb mit schwarzer Zeichnung, der Hinterleib (Abdomen) schwarz mit einer blauen Zeichnung bei den Männchen und einer gelbgrünen bei den Weibchen. Auffällig ist die Behaarung des Thorax und der vorderen Abdominalsegmente, weshalb die Art im Englischen auch als „Hairy Dragonfly“ bezeichnet wird. Verwechslungsgefahr besteht vor allem mit der Herbst-Mosaikjungfer (Aeshna mixta), die jedoch nur zwei gelbgrüne Streifen auf den Seiten des Thorax hat und deren Flugzeit von jener des Frühen Schilfjägers praktisch völlig getrennt ist.

## Verbreitung
Das Areal des Frühen Schilfjägers ist weitgehend auf Europa beschränkt, das geschlossene Verbreitungsgebiet umfasst hauptsächlich Mittel- und Osteuropa. Im Westen erreicht die Art in Portugal zwar den Atlantik, allerdings sind die west- und südeuropäischen Populationen recht vereinzelt und häufig als isoliert zu werten. Im Norden werden Irland, England, Dänemark, Südschweden und das südliche Finnland erreicht. Die Vertikalverbreitung beschränkt sich in Mitteleuropa hauptsächlich auf die Ebenen, auf dem Balkan werden passende Gewässer allerdings auch auf Plateaus in mittleren Berglagen besiedelt und sogar Fundorte bis 1400 m erreicht.

## Lebensweise
Der Frühe Schilfjäger ist mit die erste Großlibelle, die im Frühling erscheint. Die Emergenzperiode kann in Mitteleuropa bereits Ende April einsetzen, in Südeuropa sogar schon Ende März. Die Flugzeit des Frühen Schilfjägers liegt entsprechend zwischen Mai und Juli. Während dieser Zeit kann man die Art an stehenden und langsam fließenden Gewässern antreffen, wobei die Männchen meistens in geringer Höhe über dem Wasserspiegel durch hochwüchsige Wasserpflanzengürtel fliegen und sich dort an die Pflanzen setzen. Die Paarung wird im Flug eingeleitet und findet ebenfalls hier oder auf dem Boden statt. Zur Eiablage setzt sich das Weibchen ohne Begleitung des Männchens waagerecht auf aufgeweichte, schwimmende oder angefaulte Pflanzenteile, in die sie die Eier einsticht; lebendes Pflanzenmaterial wird nur sehr selten verwendet. Die Entwicklungsgewässer der Art haben häufig eine ausgeprägte, besonnte Flachwasserzone, die meist mit Röhricht (vor allem Schilf und Rohrglanzgras) bestanden ist. Der Frühe Schilfjäger ist eine der wenigen Libellenarten, die sich auch in brackigem Wasser entwickeln können.

## Larvenentwicklung
Die Larven leben in der Vegetation der Gewässer, gerne in Wurzelwerk und submers verzweigten Pflanzen, wobei sie sich gerne dicht an längliche Strukturen schmiegen. Sie brauchen für ihre Entwicklung in der Regel drei Jahre. Bei Behelligung stellen sich die Larven tot.

## Sonstiges
Neben dem wissenschaftlich gültigen Namen Brachytron pratense wird sehr häufig auch der Name B. hafniense für diese Art benutzt. Beide Namen wurden zeitgleich in derselben Veröffentlichung von O.F. Müller im Jahr 1764 vergeben, als das Männchen als Libellula pratensis und das Weibchen als Libellula hafniensis beschrieben wurde. In solchen Fällen entscheidet nach ICZN-Code Artikel 24.2.2 der erste revidierende Autor, welcher der beiden Namen verwendet werden muss.